# Przegląd Sejmowy
„Przegląd Sejmowy” (PS) – polskie czasopismo naukowe otwartego dostępu, zawierające teksty naukowe z zakresu prawa konstytucyjnego, ze szczególnym uwzględnieniem prawa parlamentarnego.

## Historia czasopisma
Periodyk został utworzony decyzją szefa Kancelarii Sejmu z dnia 22 grudnia 1992. Ukazuje się od 1993, nakładem Wydawnictwa Sejmowego, początkowo jako kwartalnik, a od lipca 1996 jako dwumiesięcznik. Średnio raz na trzy lata wydawany jest dodatkowo numer specjalny w języku angielskim. Od stycznia 2024 wydawcą czasopisma jest Biblioteka Sejmowa, jednostka organizacyjna Kancelarii Sejmu.
Czasopismo znajduje się w wykazie czasopism naukowych prowadzonym przez Ministra Nauki i Szkolnictwa Wyższego z przyznaną liczbą 140 punktów.
Pełną treść każdego numeru można pobrać w formacie PDF ze strony Sejmu RP.

## Kolegia i Komitety redakcyjne

### Kolegium redakcyjne powołane w kwietniu 2024
- Redaktor Naczelny: Marek Zubik
- Zastępca Redaktora Naczelnego: Wojciech Kulisiewicz
- Sekretarz Naukowy: Bartosz Wilk
- Członkowie: Marzena Laskowska, Monika Florczak-Wątor, Lech Garlicki, Mirosław Granat, Magdalena Musiał-Karg, Sławomir Patyra, Anna Rytel-Warzocha, Andrzej Szmyt, Piotr Tuleja, Zbigniew Witkowski, Krzysztof Wójtowicz, Jerzy Zajadło[2].

Zmieniono nazwę zespołu naukowego przygotowującego periodyk z komitetu redakcyjnego na kolegium redakcyjne. Inauguracyjne posiedzenie nowo powołanego kolegium z udziałem Szefa Kancelarii Sejmu Jacka Cichockiego odbyło się 24 kwietnia 2024 w siedzibie Biura Ekspertyz i Oceny Skutków Regulacji (BEOS) przy ulicy Zagórnej 3.

### Komitet redakcyjny powołany w lipcu 2022
Po śmierci w maju 2022 Redaktora Naczelnego Waldemara Parucha, Kancelaria Sejmu powołała nowy Komitet Redakcyjny w składzie:
- Redaktor Naczelny: Arkadiusz Adamczyk
- Zastępca Redaktora Naczelnego: Tadeusz Wolsza
- Sekretarz Naukowy: Wojciech Arndt
- Członkowie: Marek Dobrowolski, Paweł Sobczyk, Przemysław Sobolewski, Włodzimierz Suleja, Bogdan Szlachta, Bartosz Wojciechowski, Wojciech Kulisiewicz[5]

### Komitet redakcyjny powołany w marcu 2016
- Redaktor Naczelny: Waldemar Paruch
- Zastępca Redaktora Naczelnego: Bogumił Szmulik
- Sekretarz Naukowy: Wojciech Arndt
- Członkowie: Marek Dobrowolski, Arkadiusz Adamczyk, Bogdan Szlachta, Jarosław Szymanek (w 2018 zawieszony w związku z zarzutem popełnienia plagiatu)[6], Wojciech Kulisiewicz[7]

### Komitet redakcyjny do marca 2016
- Redaktor Naczelny: Piotr Tuleja
- Zastępca Redaktora Naczelnego: Jerzy Ciemniewski, Małgorzata Bajor-Stachańczyk
- Sekretarz Naukowy: Andrzej Szmyt
- Członkowie: Leszek Garlicki, Mirosław Granat, Wojciech Kulisiewicz, Paweł Sarnecki, Zbigniew Witkowski, Krzysztof Wójtowicz, Jerzy Zajadło, Marek Zubik
- Redaktorzy: Urszula Nałęcz-Rajca, Ewa Ćwiękała

W marcu 2016 szef Kancelarii Sejmu Lech Czapla odwołał cały skład Komitetu Redakcyjnego czasopisma.

## Indeksowanie w bazach danych
Jest indeksowany w międzynarodowej bazie ICI World of Journals ze wskaźnikiem ICV równym 97,67 za rok 2021
- Web of Science
- ERIH Plus[10]
- EBSCO Legal Source (od 1.01.2013)
- CEEOL[11]
- CEJSH (od 1.10.2007)[12]
- ICI World of Journals[13]
- BazHum[14]
- POL-index